# جامعة كييف الوطنية للبناء والهندسة المعمارية
جامعة كييف الوطنية للبناء والهندسة المعماريه مؤسسة تعليم عالي أوكرانية، (بالأوكرانية: Київський національний університет будівництва і архітектури) هي جامعة تقع في كييف عاصمة أوكرانيا. أُسِّسَت هذه الجامعة في سنة 1930.

## تاريخ
تأسست المؤسسة في عام 1930 كمعهد كييف للهندسة المدنية على أساس فرع المصنع والبناء الجماعي لمعهد كييف للفنون التطبيقية (KPI) وكلية الهندسة المعمارية في معهد كييف للفنون. خلال فترة ما بعد الحرب العالمية الثانية السوفياتية، ارتفعت KISI لتصبح ثاني أعلى كلية للهندسة والعمارة في الاتحاد السوفياتي، بعد معهد موسكو للهندسة المدنية (МИСИ) .
بموجب مرسوم مجلس وزراء أوكرانيا المؤرخ 13 أغسطس 1993، أُنشِئَت جامعة كييف التقنية الحكومية للبناء والهندسة المعمارية على أساس معهد كييف للهندسة المدنية. في 28 فبراير 1999 بموجب مرسوم رئيس أوكرانيا (217/99)، مُنحت الجامعة مكانة جامعة وطنية باسم «جامعة كييف الوطنية للبناء والهندسة المعمارية».

## الحياة الطلابية
يتم تنظيم وتنفيذ العمل التربوي والعلمي من قبل أكثر من 96 تدريسي يبلغ عددهم حوالي 800 أستاذ ومعلم. حوالي 10،500 طالب وطالبة يدرسون في الجامعة. بعد التخرج يكتسبون مستويات التأهيل التربوي للبكالوريوس والاختصاصي والماجستير في العلوم. تتوفر دورات الدراسات العليا في حوالي 30 تخصصًا في الجامعة لأولئك الذين يختارون مواصلة تدريبهم المهني والعلمي تحت إشراف مستشارين ذوي خبرة. وظائف التحضير للدراسات العليا بالجامعة 9 مجالس علمية متخصصة لحماية أطروحات الأطباء والمرشحين في 25 تخصصاً علمياً و 7 معاهد بحثية و 11 معملاً بحثياً متخصصاً.
تضم منطقة الحرم الجامعي ست حالات تعليمية، ومركز لتقنيات المعلومات ومختبرات متخصصة بمساعدة الكمبيوتر، ومجمع رياضي، ومجمع مكتبة وقاعة قراءة (أكثر من مليون منشور)، وثمانية نزل، وفندق ومصحة، ومعسكر إعادة تأهيل تعليمي، ومؤسسات غذائية .

## أكاديميون
هي جامعة بحثية كبيرة بها غالبية المسجلين في برامج البكالوريوس والدراسات العليا والمهنية.

## البحوث المنشورة
تجري KNUCA نشاطًا بحثيًا عاليًا. يركز حوالي 300 طالب دراسات عليا حاليًا (2021) على مشاريعهم البحثية الفردية. رئيس قسم الدراسات العليا هو البروفيسور فيتالي بلوسكي، دكتوراه في العلوم.

## الكليات
كلية الهندسة وتشمل :
1-كلية هندسة النظم والبيئة
2- كلية البناء
3- كلية البناء التكنولوجية
4- كلية الهندسة المعمارية
البناء والهندسة المدنية وتشمل خمس كليات منها:
1- قسم الفيزياء
2-قسم الهندسة الحرارية
3-دائرة التزويد بالغاز والحرارة والتهوية
4- دائرة التزويد بالمياه والصرف الصحي
5- تعديل إدارة حماية البيئة

## الأشخاص المرتبطون بـ KNUCA
1- البروفيسور أليكسي سيديليف دكتوراه جامعة نيويورك الهندسة المدنية .
2- Oleksandr Jakovy Chorchot (Aleksandr Jakovlevič Chorchot) ، (1907-1993) ، مهندس معماري أوكراني)
3- Heorhyj Oleksandrovyč (Aleksandrovič) Chorchot ، (* 1939) ، مهندس معماري أوكراني)
4- البروفيسور رادوسلاف زوك (مواليد 1926) ، مهندس معماري أوكراني في كندا أستاذ فخري في جامعة ماكجيل ، أستاذ فخري في KNUCA
5- رياض أمير ، دكتوراه ، مهندس نمساوي ، ماجستير في الهندسة المعمارية (1968).
6-Jurij Fedorovyč Chudjakov ، (مواليد 1934) ، مهندس معماري أوكراني.
7- الأستاذ الدكتور يوريج شيتفيريكوف ، مهندس معماري أوكراني.
8- البروفيسور خون نيي كون ، ماجستير في الهندسة المعمارية (1960-1966) ، عميد كلية الهندسة المعمارية في الجامعة الملكية للفنون الجميلة ، بنوم بنه ، كمبوديا (1968-1975)
9- البروفيسور سيرجي بوشوييف ، الأستاذ ورئيس قسم إدارة المشاريع في KNUCA
10- هبل. ليون ميشنايفسكي جونيور (مواليد 1964) ، كبير العلماء ، مختبر ريزو الوطني الدنمارك.
11- لأستاذ الدكتور تركوز كولوزالي ( 1960) ، بكالوريوس / ماجستير / دكتوراه. (1983-1993) ، أستاذ الهندسة المعمارية / رئيس قسم الهندسة المعمارية ، جامعة الشرق الأدنى نيقوسيا
12- Artem Matviienko (مواليد 1994) - مدير مشروع تكنولوجيا المعلومات - EltexSoft
13- جارا (مواليد 1957) بكالوريوس / ماجستير. مهندس مدني وسياسي كولومبي .

## الجوائز
1- تصنيف الجامعات الأوكرانية «كومباس» -2012 - المركز الخامس
2- فرع البناء والعمارة - المركز الأول

## عمليات التعاون
1- جامعة اوغسبورغ للعلوم التطبيقية، ألمانيا
2- جامعة جامعة هاغن / هاغن، ألمانيا
3- الجامعة التقنية في براونشفايغ ، ألمانيا
4- جامعة كارينثيا للعلوم التطبيقية (CUAS) ، النمسا
5- جامعة دونيتسك التقنية الوطنية ، أوكرانيا